# Tau Ceti (jeu vidéo)
Pour les articles homonymes, voir Tau Ceti (homonymie).
Tau Ceti est un jeu se déroulant dans un monde de science-fiction et initialement édité en 1985 par CRL Group pour le ZX Spectrum. Il a plus tard été porté sur plusieurs autres plates-formes. Il a été conçu et programmé par Pete Cooke (en). Il a été révolutionnaire à l'époque pour son utilisation intensive de graphismes 3D.

## Synopsis
L'humanité s'est étendue et a colonisé des systèmes stellaires proches, mais une peste en 2150 a conduit à l'abandon des colonies et laissé leurs systèmes d'entretien à des robots automatisés. Alors que plusieurs de ces colonies ont été réinstallées avec succès, la colonie de la planète Tau Ceti III (en orbite autour de l'étoile Tau Ceti) est incontrôlable depuis qu'un météore s'est écrasé sur la planète. Une mission envoyée à Tau Ceti III en 2164 atterrit sur la planète mais diffusait un message mayday suivi du silence. Les experts étaient certains que les robots de la planète fonctionnaient mal en raison de l'impact de la météorite. La seule chance d'arrêter avec succès les systèmes de défense sans détruire les villes était d'envoyer un pilote unique à la surface de la planète afin de fermer le réacteur central dans la capitale de Tau Ceti III, Centralis.

## Accueil
| Tau Ceti      |      |                  |
| Médias        | Pays | Notes            |
| CVG           | RU   | 9.5/10 (moyenne) |
| Sinclair User | RU   | 5/5              |
| Your Sinclair | RU   | 9/10             |
| Crash         | RU   | 94 %             |
| Your Computer | RU   | 4/5              |
| Zzap!64       | RU   | 93 %             |